# Sainte-Gemme-en-Sancerrois
Sainte-Gemme-en-Sancerrois ist eine französische Gemeinde mit 403 Einwohnern (Stand: 1. Januar 2022) im Département Cher in der Region Centre-Val de Loire. Sie gehört zum Arrondissement Bourges und zum Kanton Sancerre.

## Geographie
Sainte-Gemme-en-Sancerrois liegt in Zentralfrankreich, etwa 37 Kilometer nordöstlich von Bourges. Umgeben wird Sainte-Gemme-en-Sancerrois von den Nachbargemeinden Savigny-en-Sancerre im Norden, Boulleret im Nordosten, Bannay im Osten und Südosten, Sury-en-Vaux im Süden sowie Subligny im Westen.

## Bevölkerungsentwicklung
| Jahr                       | 1962 | 1968 | 1975 | 1982 | 1990 | 1999 | 2006 | 2019 |
| Einwohner                  | 423  | 401  | 337  | 361  | 400  | 416  | 372  | 411  |
| Quellen: Cassini und INSEE |      |      |      |      |      |      |      |      |

## Sehenswürdigkeiten
- Kirche Sainte-Gemme, seit 1926 Monument historique
- zahlreiche Weingüter und -domänen (u. a. Château de Nozay)

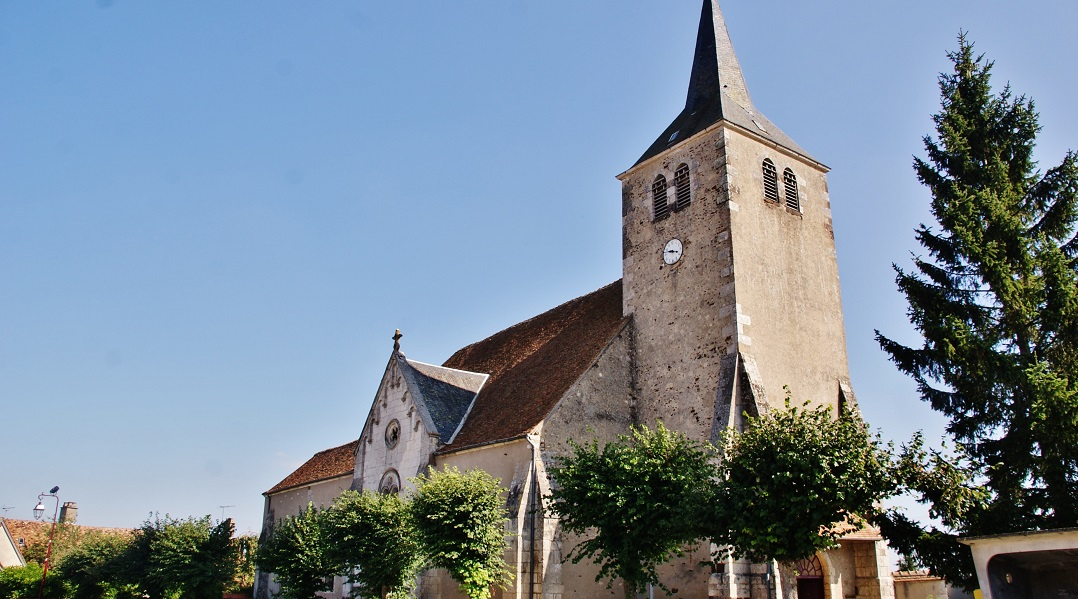
Kirche Sainte-Gemme